# Vautorte
Vautorte és un municipi francès situat al departament de Mayenne i a la regió de País del Loira. L'any 2007 tenia 582 habitants.

## Demografia

### Població
El 2007 la població de fet de Vautorte era de 582 persones. Hi havia 240 famílies de les quals 60 eren unipersonals (28 homes vivint sols i 32 dones vivint soles), 92 parelles sense fills i 88 parelles amb fills.
La població ha evolucionat segons el següent gràfic:
Habitants censats

### Habitatges
El 2007 hi havia 306 habitatges, 241 eren l'habitatge principal de la família, 39 eren segones residències i 26 estaven desocupats. 298 eren cases i 7 eren apartaments. Dels 241 habitatges principals, 184 estaven ocupats pels seus propietaris, 53 estaven llogats i ocupats pels llogaters i 4 estaven cedits a títol gratuït; 3 tenien una cambra, 13 en tenien dues, 50 en tenien tres, 67 en tenien quatre i 108 en tenien cinc o més. 163 habitatges disposaven pel capbaix d'una plaça de pàrquing. A 99 habitatges hi havia un automòbil i a 125 n'hi havia dos o més.

### Piràmide de població
La piràmide de població per edats i sexe el 2009 era:
| Homes | Edats   | Dones |
| ----- | ------- | ----- |
| 0     | 95 o +  | 0     |
| 0     | 90 a 94 | 12    |
| 8     | 85 a 89 | 4     |
| 8     | 80 a 84 | 4     |
| 8     | 75 a 79 | 16    |
| 16    | 70 a 74 | 16    |
| 24    | 65 a 69 | 20    |
| 4     | 60 a 64 | 16    |
| 8     | 55 a 59 | 16    |
| 12    | 50 a 54 | 12    |
| 12    | 45 a 49 | 8     |
| 20    | 40 a 44 | 16    |
| 12    | 35 a 39 | 12    |
| 32    | 30 a 34 | 24    |
| 48    | 25 a 29 | 24    |
| 24    | 20 a 24 | 16    |
| 32    | 15 a 19 | 24    |
| 20    | 10 a 14 | 12    |
| 32    | 5 a 9   | 12    |
| 12    | 0 a 4   | 16    |

## Economia
El 2007 la població en edat de treballar era de 353 persones, 285 eren actives i 68 eren inactives. De les 285 persones actives 275 estaven ocupades (158 homes i 117 dones) i 10 estaven aturades (2 homes i 8 dones). De les 68 persones inactives 34 estaven jubilades, 20 estaven estudiant i 14 estaven classificades com a «altres inactius».

### Ingressos
El 2009 a Vautorte hi havia 240 unitats fiscals que integraven 598 persones, la mediana anual d'ingressos fiscals per persona era de 16.024 €.

### Activitats econòmiques
Dels 16 establiments que hi havia el 2007, 1 era d'una empresa de fabricació d'altres productes industrials, 4 d'empreses de construcció, 6 d'empreses de comerç i reparació d'automòbils, 3 d'empreses d'hostatgeria i restauració i 2 d'empreses de serveis.
Dels 6 establiments de servei als particulars que hi havia el 2009, 2 eren tallers de reparació d'automòbils i de material agrícola, 1 paleta, 2 fusteries i 1 restaurant.
L'any 2000 a Vautorte hi havia 63 explotacions agrícoles que ocupaven un total de 1.200 hectàrees.

## Equipaments sanitaris i escolars
El 2009 hi havia una escola elemental.

## Poblacions més properes
El següent diagrama mostra les poblacions més properes.